# Tan joven 2: resulta que usted todavía está aquí
Tan joven 2: resulta que todavía estas aquí es una película china y una secuela de So Young, una película de drama chino de 2013. Se basa en la novela de Xin Yiwu. La película está dirigida por Zhou Tuo Ru y producida por Zhang Yibai. El rodaje inició en abril de 2015, en Shanghái. La película se estrenó en 2016.

## Sinopsis
La historia comienza en la escuela secundaria. Su Yunjin (Liu Yifei) era un estudiante afable y apacible, mientras que Cheng Zheng (Wu Yi Fan) era todo lo contrario de ella. Él se enamoró de ella y comenzó a perseguirla hasta que se sentaron en la universidad, aun cuando estudiaron en una universidad diferente. Después de un tiempo finalmente comenzaron a salir.  Sin embargo, la diferencia en sus antecedentes familiares y personalidades provocó que forme parte con los demás. 
Unos años más tarde, Yun Jin estableció una exitosa carrera y Cheng Zheng reapareció en su vida.

## Reparto
- Wu Yi Fan como Cheng Zheng.
- Liu Yifei como Su Yunjin.
- Qiao Renliang como Shen Juan.
- Li Meng como Mo Yuhua.
- Jin Shijia como Zhou Ziyi.
- Li Qin como Meng Xue.
- Hao Shaowen como Song Ming.
- Chen Xinyu como Zheng Xiaotong.

## Producción
El rodaje inició en abril de 2015 en Shanghái.  